# Code IGC
Le code IGC, en anglais, « International Code for the Construction and Equipment of Ships Carrying Liquefied Gases in Bulk », ou « Recueil international de règles relatives à la construction et à l’équipement des navires transportant des gaz liquéfiés en vrac », est une partie du chapitre VII (Carriage of dangerous goods) de la convention SOLAS (International Convention for the Safety of Life at Sea) adoptée en 1974 concernant la sécurité des navires marchands.

## Définition
Le code IGC regroupe un certain nombre de prescriptions obligatoires concernant la construction et l’équipement des navires dans le but de réduire les risques pour le navire, l’équipage et l’environnement en fonction de la cargaison transportée. L'inspection de la conformité du navire et de ses équipements au code IGC permet d'obtenir the Certificate of Fitness for the Carriage of Liquefied Gases in Bulk ou "Certificat International d'aptitude au Transport de Gaz Liquéfiés en vrac".

## Application
Le code  IGC s'applique à tous les navires construits après 1986 transportant du gaz liquéfié, et un certain nombre d'autres produits, lorsqu'ils sont transportés en vrac. 
La définition  d'un gaz liquéfié dans le code IGC est la suivante : Un gaz alliant une pression de vapeur absolue supérieur à 2,8 bar à une température de 37,5 °C.
Les prescriptions minimales pour le transport des gaz liquéfiés sont résumées dans le chapitre 19 du code IGC. On y trouve les informations essentielles sur les 32 produits dangereux énumérés par le code et, entre autres, le numéro ONU et la catégorie des gaziers pouvant transporter ce produit.

### Matières dangereuses
| Product Name                            | UN Number | Ship Type |
| --------------------------------------- | --------- | --------- |
| Acetaldehyde                            | 1089      | 2G/2PG    |
| Ammonia, anhydrous                      | 1005      | 2G/2PG    |
| Butadiene                               | 1010      | 2G/2PG    |
| Butane                                  | 1011      | 2G/2PG    |
| Butane-Propane Mixtures                 | 1011/1978 | 2G/2PG    |
| Butylenes                               | 1012      | 2G/2PG    |
| Chlorine                                | 1017      | 1G        |
| Diethylether                            | 1155      | 2G/2PG    |
| Dymethylamine                           | 1032      | 2G/2PG    |
| Ethane                                  | 1961      | 2G        |
| Ethyl chloride                          | 1037      | 2G/2PG    |
| Ethylene                                | 1038      | 2G        |
| Ethylene oxyde                          | 1040      | 1G        |
| Ethylene oxyde-propylene oxide mixtures | 2983      | 2G/2PG    |
| Isoprene                                | 1218      | 2G/2PG    |
| Isopropylamine                          | 1221      | 2G/2PG    |
| Methane (LNG)                           | 1972      | 2G        |
| Methylacetylene-propadienne mixtures    | 1060      | 2G/2PG    |
| Methyl bromide                          | 1062      | 1G        |
| Methyl chloride                         | 1063      | 2G/2PG    |
| Monoethylamine                          | 1036      | 2G/2PG    |
| Nitrogen                                | 2040      | 3G        |
| Pentanes (all isomers)                  | 1265      | 2G/2PG    |
| Pentene (all isomeres)                  | 1265      | 2G/2PG    |
| Propane                                 | 1978      | 2G/2PG    |
| Propylene                               | 1077      | 2G/2PG    |
| Propylene oxyde                         | 1280      | 2G/2PG    |
| Refrigerant gases                       | -         | 3G        |
| Sulphur dioxyde                         | 1079      | 1G        |
| Vinyl chloride                          | 1086      | 2G/2PG    |
| Vinyl ethyl ether                       | 1302      | 2G/2PG    |
| Vinylidene chloride                     | 1303      | 2G/2PG    |

### Types de gaziers
Le code IGC regroupe les gaziers en 4 catégories selon l’intensité du risque que représente les cargaison transportées:
- Type 1G, navires présentant les normes de construction les plus restrictives et pouvant transporter les produits les plus dangereux
- Type 2G, navires présentant des normes de construction moins restrictives
- Type 2PG, navires de moins de 150 m possédant des citernes indépendantes de type C avec des restrictions similaires aux navires de type 2G
- Type 3G, navires pouvant transporter uniquement les produits les moins dangereux

## Sommaire
Le sommaire du code se présente ainsi :
- Chapitre 1: General
- Chapitre 2: Ship survival capability and location of cargo tanks
- Chapitre 3: Ship arrangements
- Chapitre 4: Cargo containment
- Chapitre 5: Process pressure vessels and liquid, vapour, and pressure piping systems
- Chapitre 6: Materials of construction
- Chapitre 7: Cargo pressure/temperature control
- Chapitre 8: Cargo tank vent system
- Chapitre 9: Environmental control
- Chapitre 10: Electrical installations
- Chapitre 11: Fire protection and fire extinction
- Chapitre 12: Mechanical ventilation in the cargo area
- Chapitre 13: Instrumentation (Gauging, gas detection)
- Chapitre 14: Personnel Protection
- Chapitre 15: Filling limits for cargo tanks
- Chapitre 16: Use of cargo as fuel
- Chapitre 17: Special requirements
- Chapitre 18: Operating requirements
- Chapitre 19: Summary of minimum requirements

### Articles Connexes
- Gaz naturel liquéfié
- Méthanier
- Organisation maritime internationale (OMI)
- Liste des numéros ONU